# Stegopelta landerensis
Stegopelta landerensis Williston, 1905 è un dinosauro erbivoro appartenente agli anchilosauri. Visse tra il Cretaceo inferiore e quello superiore (Albiano/Cenomaniano, circa 105,3-94,3 milioni di anni fa) e i suoi resti fossili sono stati ritrovati negli Stati Uniti d'America (Wyoming).

## Etimologia
L'etimologia del nome deriva dall'unione delle parole greche στεγος (stegos = tetto) e πελτα (pelta = scudo) ad indicare un sauro dall'armatura disposta come le tegole di un tetto.

## Descrizione
Questo animale, come tutti gli anchilosauri, era un pesante quadrupede dal corpo corazzato.   La lunghezza doveva aggirarsi tra i 4 e i 5 metri, ma non è possibile una ricostruzione attendibile dell'animale, in quanto i resti fossili rinvenuti non sono ben conservati. In ogni caso, sembra che Stegopelta possedesse un'armatura costituita da osteodermi lungo tutto il corpo, e che vi fosse una regione di placche ossee fuse insieme nella regione sacrale. È possibile, inoltre, che lungo i fianchi fossero presenti lunghe spine biforcute, come nel ben noto Edmontonia.

## Tassonomia
Descritto per la prima volta nel 1905 da Samuel Williston, questo animale è noto per uno scheletro molto parziale comprendente un frammento mascellare, sette vertebre cervicali e due dorsali, parti del bacino e del sacro, parti delle zampe anteriori e posteriori e alcuni resti dell'armatura, tra cui una spina posizionata sulla spalla e una sorta di anello osseo intorno al collo. Sfortunatamente, questi resti erano emersi dall'erosione di una scarpata e in parte calpestati dal bestiame, cosicché la conservazione è davvero scarsa. Poiché all'epoca gli Anchilosauri erano poco conosciuti, Williston mise i ritrovamenti in relazione con lo Stegopelta, relazionando l'armatura con quella del Glyptodon. Ridescrivendo i resti nel 1910, Moodie li considerò simili o equivalenti all'Ankylosaurus.
In ogni caso, dopo l'iniziale interesse di Williston i fossili caddero nel dimenticatoio; nel 1978 Walter Coombs pose Stegopelta in sinonimia con l'altrettanto enigmatico Nodosaurus nella sua ridescrizione degli Anchilosauri. Fu solo nel 1998 che un nuovo studio di Ken Carpenter e James Kirkland permise di riconoscere che Stegopelta possedeva caratteristiche uniche nelle vertebre e nell'armatura. Successivamente, nel 2000, Tracy Ford ritenne opportuno assegnare questo dinosauro a una propria sottofamiglia, Stegopeltinae, all'interno della famiglia degli anchilosauridi. Molti paleontologi, in ogni caso, preferiscono considerare Stegopelta un anchilosauro dalle incerte affinità, anche se ritengono che sia un genere a sé stante. Analogie sono state proposte con il nodosauro Texasetes (per la forma delle vertebre cervicali) e con la primitiva sottofamiglia Shamosaurinae. Un altro presunto stegopeltino è Glyptodontopelta.